# Percosoma
Percosoma is een geslacht van kevers uit de familie van de loopkevers (Carabidae). De wetenschappelijke naam van het geslacht is voor het eerst geldig gepubliceerd in 1858 door Schaum.

## Soorten
Het geslacht Percosoma omvat de volgende soorten:
- Percosoma asymetricum Fauvel, 1903
- Percosoma carenoides (White, 1846)
- Percosoma sulcipenne Bates, 1878